# 菱海村
菱海村（ひしかいそん）は、山口県大津郡にあった村。現在の長門市油谷の南の大半にあたる。

## 地理
- 海洋 ： 油谷湾
- 山岳 ： 天井ヶ岳、鶴羽山、ザレ山、大藤山、九卒塔婆山、熊野岳、原岡山
- 河川 ： 掛淵川

## 歴史
- 1889年（明治22年）4月1日 - 町村制の施行により、伊上村（い）・河原村（か）・新別名村（し）・久富村（ひ）の区域をもって発足。
- 1954年（昭和29年）5月1日 - 宇津賀村・向津具村および日置村の一部（大字蔵小田の一部）と合併して油谷町が発足。同日菱海村廃止。

## 交通

### 鉄道路線
- 日本国有鉄道
  - 山陰本線
    - 人丸駅 - 伊上駅

## 著名な出身者
- 磯部浅一